# فيرغارا (غيبوثكوا)
بلدية فيرغارا (بالإسبانية: Vergara) هي بلدية تقع في مقاطعة غيبوثكوا التابعة لمنطقة إقليم الباسك شمال إسبانيا.

## الديموغرافيا
بلغ عدد سكان بلدية فيرغارا 14.577 نسمة عام 2011 (وفقاً للمعهد الوطني للإحصاء الإسباني).
| 15.317 | 15.141 | 15.083 | 14.879 | 14.823 | 14.707 | 14.577 |

## أعلام
- أسيير غاريتانو أغويريزابال
- جون غونزاليس
- دومينغو مارتينيز
- أندير غارسيا
- أوغستين أرانزابال